# Jörgen Elofsson
Kjell Åke Jörgen Elofsson (Ängelholm, 14 gennaio 1962) è un paroliere e compositore svedese.

## Carriera
Tra le canzoni più famose da lui scritte vi sono A Moment like This (2002) e Stronger (What Doesn't Kill You) (2012), entrambe coscritte e interpretate dalla cantante statunitense Kelly Clarkson. Il primo brano ha vinto un Ivor Novello Awards, mentre il secondo ha ricevuto due candidature ai Grammy Awards 2013.
Ha scritto o coscritto brani anche per altri artisti e gruppi come Britney Spears ((You Drive Me) Crazy e altre), Guy Sebastian, Ana Johnsson, Marie Serneholt, Shayne Ward, Carola Häggkvist, Janet Leon, Steps, Westlife (Fool Again, Unbreakable e altre), Geri Halliwell, Tess Mattisson, Robyn, No Angels, Priscilla Betti, Gareth Gates, Darin, Agnes, Shayne Ward, Charlotte Perrelli, Super Junior, Ari Koivunen, Erik Segerstedt, Jennifer Rush, Marie Serneholt, Björn Skifs, Samantha Jade, Agnetha Fältskog e altri.
Ha inoltre coscritto il brano The Time of Our Lives, cantato da Il Divo e Toni Braxton e inno ufficiale del campionato mondiale di calcio 2006.